# Attentat de la prison de Condé-sur-Sarthe
 (juin 2025).
Le texte peut changer fréquemment, n’est peut-être pas à jour et peut manquer de recul. 
Le titre et la description de l'acte concerné reposent sur la qualification juridique retenue lors de la rédaction de l'article et peuvent évoluer en même temps que celle-ci.
L'attentat de la prison de Condé-sur-Sarthe en France se déroule le 5 mars 2019 lorsque les époux Michaël Chiolo et Hanane Aboulhana attaquent au couteau deux surveillants pénitentiaires à l'aide d'armes en céramique.
Les agresseurs revendiquent leur geste au nom de l'État islamique. Deux surveillants sont blessés. Hanane Aboulhana est tuée lors de l'assaut mené par le RAID, tandis que son mari est blessé.

## Contexte
Michaël Chiolo effectuait une peine de trente ans, assortie d’une période de sûreté de vingt ans pour enlèvement et séquestration suivie de mort et vol avec arme, pour des faits remontant à 2012 quand il s'était attaqué à un octogénaire. Il s'est converti depuis 2010 et dit avoir commencé à « s'intéresser à la religion » et être « rigoureux dans la pratique » depuis 2016-2017. Il affirme avoir été convaincu par un codétenu à adhérer à l'idéologie de Daech. En détention, il est condamné à un an de prison pour apologie du terrorisme, pour avoir vanté la tuerie du Bataclan et en 2017, un codétenu dénonce son projet d'égorger un surveillant. Il est alors transféré au Centre pénitentiaire d'Alençon-Condé-sur-Sarthe, pour sa haute-sécurité. Michaël Chiolo et Cherif Chekatt, l'auteur de l'attentat de Strasbourg, étaient codétenus. Lors de sa revendication de l'attentat, il expliquera avoir voulu venger Cherif Chekatt.
Né en 1991 à Saint-Avold, Michaël Chiolo connait une enfance chaotique, marquée par des carences affectives et la violence de son père envers sa mère, qu'il répercutera sur elle et son petit-frère. Ses parents divorcent quand il a cinq ans. Durant l'adolescence, il est fasciné par le nazisme, fume du cannabis et est alors hostile aux musulmans. Il doit quitter le domicile familial à 17 ans après avoir menacé sa mère avec un couteau. Il est ensuite chassé du domicile de son père après des violences sur le chien de la famille. Il vit alors en foyer puis dans la rue,.

## Déroulement
Vers 9 h 45, Hanane Aboulhana, l'épouse de Michaël Chiolo, simule un malaise dans une unité de vie familiale de la prison de Condé-sur-Sarthe. Deux surveillants arrivent pour lui venir en aide quand Michaël Chiolo et sa femme les poignardent à plusieurs reprises avec des couteaux en céramique (qu'Hanane Aboulhana avait réussi à introduire dans l'établissement) en criant Allahu akbar selon plusieurs témoins. Les surveillants réussissent à s'enfuir et à fermer la cellule, Michaël Chiolo menace alors de faire exploser une ceinture explosive. Il refuse de se rendre et se réclame de l'État islamique et prête allégeance à son chef Abou Bakr al-Baghdadi.
Peu avant 20 h, le RAID mène l'assaut et neutralise les deux terroristes. L'opération, qui mobilise des troupes d'intervention et des hélicoptères de l'armée, dure près de 10 h. Hanane Aboulhana, touchée par balles lors de l'assaut, meurt quelques minutes plus tard alors que Michaël Chiolo est blessé par balle à la mâchoire,.

## Conséquences
La perpétration de cet attentat dans l'une des prisons les plus sécurisées de France pose question et les syndicats Force ouvrière et CGT lancent un appel au blocage de tous les établissements pénitentiaires pour dénoncer un manque de moyens. Un rapport d'inspection pointe en effet de nombreux problèmes, dont une vidéosurveillance insuffisante, l'absence de matériel pour contrôler les visiteurs (portail à onde millimétrique) et surtout une insuffisante communication avec le renseignement pénitentiaire, qui manque également de moyens pour analyser les écoutes. En effet, un enregistrement d'une conversation entre détenus captée la veille de l'attentat n'avait pas pu être écouté à temps par les agents,.
Le jeune Bureau central du renseignement pénitentiaire (BCRP), créé le 16 janvier 2017, commence à peine à se structurer d'autant que selon une source du Parisien, « aucun service de renseignement ne possède les moyens humains d'écouter en temps réel les conversations (...) Il y avait plus de deux heures d'enregistrements à traiter, ce qui correspond à huit heures de travail. Il n'est pas possible de mettre 30 agents sur chaque écoute. ».
De plus, selon Le Figaro, « les surveillants n’ont pas osé fouiller - même légèrement - la compagne du terroriste de peur de représailles de la part des détenus ».

## Enquête
Michaël Chiolo a déclaré vouloir « venger la mort de Cherif Chekatt », auteur de l'attentat du marché de Noël de Strasbourg en décembre 2018. Le 22 mars, quatre personnes sont mises en examen, trois pour association de malfaiteurs terroriste criminelle et un pour complicité de tentative d’assassinats sur personnes dépositaires de l’autorité publique en relation avec une entreprise terroriste. Selon un enregistrement d'une conversation entre détenus, les suspects ont incité au passage à l'acte et donné des conseils au tueur, alors que celui-ci semble encore hésitant,. Parmi eux, on trouve Jérémy Bailly, un des membres de la cellule terroriste de Cannes - Torcy, et Abdelaziz Fahd, considéré comme l'instigateur des faits par le parquet,. 
Lors de l'instruction, Michaël Chiolo assume son attentat (« Si c'était à refaire, je ferais exactement la même chose avec plus de haine, plus de violence, plus d'inimitié, plus de ferveur ») et affirme avoir voulu tuer. Il affirme n'avoir préparé l'attentat qu'avec sa femme, sans l'aide des quatre personnes mis en examen.
Le 21 juillet 2023, deux juges d'instructions ordonnent un procès pour trois des cinq personnes mises en examen, dont l'auteur principal Michaël Chiolo, ainsi que Abdelaziz Fahd et Nabil G., Jérémy Bailly bénéficiant alors d'un non-lieu, contrairement aux réquisitions du parquet, qui fait appel et obtient satisfaction, les cinq mis en examen étant finalement tous renvoyés pour un procès. En effet, les deux individus ayant un temps bénéficié d'un non-lieu ne sont pas présents sur les écoutes les plus compromettantes, deux jours avant l'attentat, mais restent proches des principaux accusés et sont accusés d'avoir fourni un appui idéologique.

## Procès
Le procès s'ouvre le 2 juin 2025 devant la Cour d'assises spéciale de Paris. Cinq suspects sont alors jugés, dont l'auteur principal des faits, Michaël Chiolo, qui revendique son acte et se livre à une longue diatribe en faveur de l'État islamique à l'ouverture du procès. Il dit « cautionne[r] tout ce qu'à fait l’État islamique, de A à Z. […] L'assassinat des mécréants c'est la justice. » Il précise plus tard, « je ne conçois pas que quelqu’un ait une autre religion que l'islam, et s’il refuse de se convertir, il doit être combattu […]. Je ne peux plus revenir en arrière, sinon je perds l’au-delà. » Il est expulsé de la salle d'audience le 27 juin après avoir menacé de mort un avocat des parties civiles. 
Parmi les quatre autres accusés, seul Abdelaziz Fahd est jugé pour complicité de tentative d'assassinat en relation avec une entreprise terroriste, tandis que les trois autres le sont pour association de malfaiteurs terroristes, et seul Jérémy Bailly était détenu à l'origine pour des faits terroristes, les autres l'étant pour des crimes de droit commun. Nabil G. avait par exemple été condamné à seize ans de prison pour seize braquages en 2009, et était éligible à une libération anticipée au moment de l'attentat. Ils risquent tous la prison à vie, en raison de leur état de récidive, et tous nient leur participation à l'attentat de Chiolo.
Considéré comme l'organisateur de l'attaque, Abdelaziz Fahd a été pris en flagrant délit de récupération d'un couteau livré par drone depuis sa cellule de prison, quelques mois avant le début du procès ; en 2013, il était l'auteur d'une tentative d'évasion avec Smaïn Aït Ali Belkacem, condamné pour les attentats de 1995 en France. Il est identifié dans les conversations enregistrées, avec des propos compromettants : « T’avance comme ça (…) tape les côtes mon frère, t’as compris ? (…) alors que ta femme elle est là (…) toi t’arrives comme ça hop hop ». Il semble également légitimer le meurtre de mécréants par l'expression « tuez-les où qu’ils se trouvent », que l'accusation estime inspirée du porte-parole de l’État islamique Abou Mohammed al-Adnani, ce que l'accusé dément en expliquant faire référence à Mohammed ben Abdelwahhab. 
Libéré de détention provisoire en novembre 2023, Yassine Merai est depuis en fuite en Tunisie et ne se présente pas au procès.
Jérémy Bailly dément tout soutien à Chiolo ainsi que toute connaissance préalable de son projet, et affirme avoir évolué depuis son attentat de 2012 : « À partir du moment où j’ai retrouvé la raison, j’ai regretté. Je ne suis plus la même personne. » Sa belle-sœur témoigne en sa faveur lors du procès, affirmant notamment qu'il ne cherche plus à lui imposer le port du voile lors des parloirs. L'accusation doute cependant de ce repenti, alors qu'il fréquente essentiellement des personnes radicalisées en prison et affiche par ailleurs dans le box des accusés une certaine complicité avec Chiolo lors des audiences,.
Michaël Chiolo est condamné le 7 juillet 2025 à la perpétuité incompressible par la cour d’assises spéciale de Paris, tandis que Abdelaziz Fahd est condamné à la perpétuité assortie d'une période de sureté de 30 ans. Nabil G. est condamné à 20 ans de prison dont deux-tiers de sureté, Yassine Merai à quinze ans de prison et Jérémy Bailly est acquitté. Le lendemain, les deux principaux accusés annoncent faire appel